# Messdatenmanagementsystem
Ein  Messdatenmanagementsystem (MDMS) in Entwässerungssystemen hat die Aufgabe, Planung und Durchführung von Messungen sowie die Prüfung, Korrektur, Auswertung, Dokumentation und Archivierung von Messdaten strukturiert zu unterstützen. Ziel ist es, aussagekräftige und belastbare Grundlagen- bzw. Betriebsdaten der Entwässerung für weitergehende Aufgaben zur Verfügung zu stellen.

## Anwendungsbereiche
Die wesentlichen Anwendungsbereiche eines MDMS sind u. a. Auswertungen und Bereitstellungen geprüfter Messdaten zu:
- Planung
- Abrechnung
- Betrieb, Unterhaltung und Bewirtschaftung
- Selbstüberwachung
- Bewertung von Überflutungsereignissen
- Indirekteinleiterüberwachung
- Prognose und Alarmierung
- Bewertung des System- und Betriebsverhaltens von Bauwerken (Erfolgskontrolle)
- Internes und externes Berichtswesen
- Statistik

## Verschiedene Formen von MDMS
Die softwaretechnische Lösung sollte sich je nach Umfang der Messdaten aufgabenspezifisch anpassen lassen. Es kann sich im einfachsten Fall um eine Softwareapplikation in einer Tabellenkalkulation oder einfachen Datenbank handeln, wenn einmalig und nur sehr wenige und kurze Zeitreihen verwaltet werden. Bei der Mehrzahl der Anwendungen müssen frei programmierbare Datenbanklösungen und/oder kommerzielle Softwarelösungen zum Einsatz kommen. Das MDMS sollte dann auf einer Datenbank auf Grundlage nationaler und internationaler Standards mit offenem und beschriebenem Zugriff auf die Datenstruktur aufsetzen und eine flexible Prozessunterstützung ermöglichen (Data-Warehouse).

## Grundfunktionalitäten eines MDMS

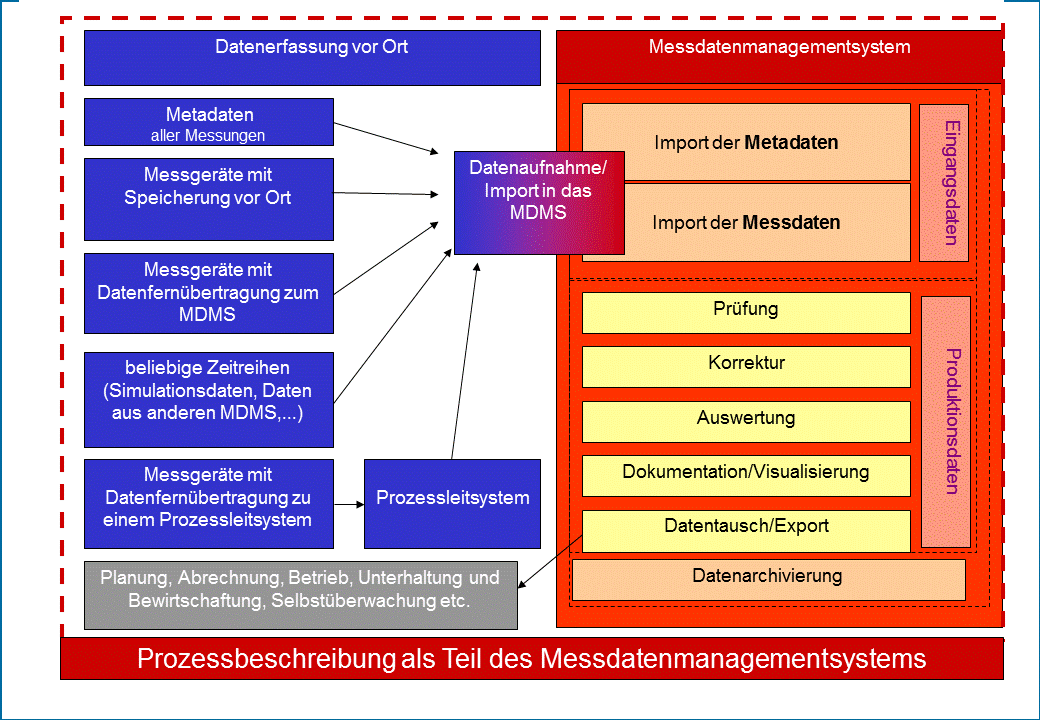
Prozessbeschreibung als Teil des Messdatenmanagementsystems

Die wesentlichen Grundfunktionalitäten eines MDMS sind:
- Import
- Datenprüfung (manuell und automatisch)
- Datenkorrektur
- Dokumentation und Auswertung von Messdaten
- Export
- Archivierung

## Bedeutung
Einmal erhobene Messdaten haben einen hohen wirtschaftlichen Wert. Nicht nur die Aufwendungen für Messtechnik und Messbetrieb spiegeln sich in dem Wert der Messdaten wider, sondern auch Einsparungen und Investitionssicherheit durch Planungen und Betrieb auf Basis belastbarer Daten. Zum Thema Wert von Messdaten und notwendige Komponenten eines MDMS hat die Deutsche Vereinigung für Wasserwirtschaft, Abwasser und Abfall (DWA) eine Checkliste erstellt.

## Einführung eines MDMS
Vor der Einführung eines MDMS muss eine Beschreibung von Anwendungsbereichen und erforderlichen Funktionalitäten sowie den Möglichkeiten zur softwaretechnischen Unterstützung der Prozesse zum Datenmanagement erfolgen. Die vier wesentlichen Schritte einer Einführung sind:
- Zieldefinition und Erwägung des strategischen Nutzens
- Systemanalyse und Definition der Informationsprodukte
- Erarbeitung einer MDMS-Architektur
- Be- bzw. Ausschreibung und Implementierung eines neuen Systems